# Jakub Dąbski
Jakub Dąbski pseud. Kuba, Grzegorz (ur. 18 czerwca 1885 w Chrzanowicach, zm. 29 listopada 1981 w Dąbrowie Górniczej) – polski działacz socjalistyczny, komunistyczny i związkowy, sekretarz okręgowy PPS w Dąbrowie Górniczej w 1918, prezydent Dąbrowy Górniczej w 1945.

## Życiorys
Syn małorolnego chłopa Józefa. Od 1897 w Sosnowcu. Po ukończeniu szkoły powszechnej pracował w cegielni, następnie jako pomocnik murarski, od 1901 w fabryce drutów. W lipcu 1904 wstąpił do PPS. 1 listopada 1904 uczestniczył w demonstracji przeciw poborowi rezerwistów na wojnę rosyjsko-japońską. W lutym 1905 wziął udział w strajku generalnym, za co został zwolniony z pracy. Później został górnikiem. Członek komitetu kopalnianego i Komitetu Dzielnicowego (KD) PPS w Niwce. W listopadzie 1905 ponownie wziął udział w strajku generalnym, potem organizował i był członkiem zarządu Związku Zawodowego Robotników Przemysłu Górniczego. Od XI 1906 w PPS-Frakcji Rewolucyjnej, członek Organizacji Bojowej PPS i technik; przemycał druki partyjne z Górnego Śląska. VII 1908–IV 1912 więziony. W więzieniu wydawał biuletyn-pisemko "Więzień". X 1912 po skazaniu na 6 lat katorgi wywieziony na Syberię, do guberni irkuckiej. Po rewolucji lutowej współorganizował Radę Delegatów Robotniczych (RDR) i tworzył związki zawodowe. VII 1918 powrócił w rodzinne strony i organizował rady chłopskie. XI 1918 został sekretarzem Okręgowego Komitetu Robotniczego (OKR) PPS w Dąbrowie Górniczej i redaktorem "Górnika". Od stycznia 1919 członek egzekutywy OKR PPS. Opowiadał się za współdziałaniem z Komunistycznej Partii Robotniczej Polski i występował w obronie Rad Delegatów Robotniczych, za co został zawieszony w prawach członka OKR PPS. Zorganizował i został sekretarzem na okręg Zagłębia Dąbrowskiego i Częstochowskiego Związku Zawodowego Robotników Przemysłu Chemicznego. 1921 wybrany do sosnowieckiej Rady Kasy Chorych, z której wystąpił w proteście przeciwko atakom pepesowców wobec komunistów. W 1922 wstąpił do KPRP. Podczas kampanii wyborczej do Sejmu i Senatu jesienią 1922 agitował za kandydatami Związku Proletariatu Miast i Wsi, za co został usunięty z władz Związku Zawodowego Robotników Przemysłu Chemicznego i z redakcji "Robotnika Chemicznego". Wtedy został sekretarzem oddziału Związku Zawodowego Robotników Budowlanych związanego z KPRP. Organizował Związek Dozorców Domowych. Od jesieni 1923 sekretarz oddziału Związku Zawodowego Metalowców. XI 1924-V 1925 więziony w Będzinie, po rozprawie uniewinniony. Od 1925 zastępca przewodniczącego Spółdzielni Spożywców w Sosnowcu. Od X 1925 radny do Rady Miejskiej Będzina z listy "Solidarności Robotniczej" i ławnik w Zarządzie Miejskim. Od 1926 do 1939 członek Prezydium Rady Okręgowej "Społem". 7 września 1927 został zastępcą burmistrza Czeladzi i do lutego 1928 był p.o. burmistrza tego miasta. Od kwietnia 1928 pracował w Zarządzie Miejskim Dąbrowy Górniczej. Podczas okupacji był członkiem tajnego samorządu Dąbrowy Górniczej. Od jesieni 1942 członek PPR.
W 1945 został prezydentem Dąbrowy Górniczej, następnie sekretarzem Prezydium Miejskiej Rady Narodowej (MRN). Od 1 grudnia 1945 do 30 września 1947 kierownik miejscowej organizacji PPS. Do przejścia na emeryturę w lutym 1957 był kierownikiem Wydziału Opieki Społecznej w Prezydium MRN w Dąbrowie Górniczej. Na emeryturze był członkiem Zarządu Okręgowego ZBoWiDu w Katowicach. Wydał wspomnienia – 75 lat pod czerwonym sztandarem. Autor haseł w Słowniku biograficznym działaczy polskiego ruchu robotniczego.
Był odznaczony m.in. Orderem Budowniczych Polski Ludowej (1975), Orderem Sztandaru Pracy I klasy, Krzyżem Komandorskim z Gwiazdą Orderu Odrodzenia Polski, Krzyżem Niepodległości z Mieczami i radzieckim Orderem Rewolucji Październikowej. W 1980 otrzymał nagroda Trybuny Ludu.
Patron ulicy Jakuba Dąbskiego w Dąbrowie Górniczej, wprowadzonej Uchwałą nr III/22/84 Miejskiej Rady Narodowej w Dąbrowie Górniczej z dnia 29.11.1984 r. na skutek "ustawy dekomunizacyjnej" ulica będzie nosić nazwę  Wirgiliusza Grynia - nazwa skrócona „Grynia”.